# Ли Ци (император)
Ли Ци (кит. 李期, пиньинь Lǐ Qí, 314—338), взрослое имя Шиюнь (кит. трад. 世運), посмертное имя Ю-гун (кит. трад. 幽公) — император государства Чэн, существовавшего на территории современной китайской провинции Сычуань.

## Биография
Ли Ци был четвёртым сыном основателя государства Чэн Ли Сюна от наложницы Жань. В молодости он был образованным и харизматичным, и когда Ли Сюн попросил сыновей (от наложниц их у него было более десяти) поискать в народе талантливых людей, которые могли бы послужить государству, то многие будущие чиновники государства Чэн были найдены именно Ли Ци.
Так как у Ли Сюна не было детей от официальной жены императрицы Жэнь, то он провозгласил наследником престола племянника Ли Баня. Это не понравилось его родным детям, и когда в 334 году Ли Сюн скончался, то двое из них — Ли Ци и его старший брат Ли Юэ — организовали заговор против Ли Баня. Ли У (младший брат Ли Баня), узнав о заговоре, посоветовал Ли Баню немедленно выслать Ли Юэ и Ли Ци из столицы, но тот решил не делать этого до того, как будет похоронен их отец. Вместо этого он выслал Ли У, чтобы не порождать трений в семье. Зимой, когда Ли Бань находился на ночном бдении возле тела Ли Сюна, Ли Юэ убил Ли Баня и его старшего брата Ли Ду, после чего, сфабриковав эдикт вдовствующей императрицы Жэнь, обвиняющий Ли Баня в преступлениях, провозгласил императором Ли Ци.
Ли Ци создал для Ли Юэ титул «Цзяннинский князь» (建寧王) и доверил ему государственные дела. Установленный при Ли Сюне мирный порядок начал рушиться.
В 335 году дядя убитого Ли Баня Ло Янь решил убить Ли Ци и заменить его сыном Ли Баня. Заговор был раскрыт, и Ли Ци казнил не только Ло Яня, но и мать Ли Баня.
В 336 году Ли Ци, завидуя талантам своего племянника Ли Цзая, казнил его по сфабрикованному обвинению.
Ли Ци и Ли Юэ стали опасаться отцовского кузена Ли Шоу (сына Ли Сяна — дяди Ли Сюна). Ли Шоу испугался, что его могут казнить следующим, и во время визитов в столицу Чэнду из Фучэна, где его войска стояли на защите границ, он поручал кому-нибудь из подчинённых отправить фальшивый доклад о неприятельском вторжении, чтобы иметь повод побыстрее покинуть Чэнду. В 338 году он по совету приближённых решил напасть на Чэнду, и в случае успеха объявить себя вассалом империи Цзинь, независимость от которой провозгласил покойный Ли Сюн. После этого он сфабриковал письмо от своего родича Жэнь Дяо, утверждающее, что Ли Ци планирует казнить Ли Шоу, и зачитал его своим солдатам. Солдаты поверили ему, и войска Ли Шоу внезапной атакой овладели Чэнду. Ли Шоу арестовал Ли Юэ, и доверенных чиновников Ли Ци, и вынудил Ли Ци отдать приказ об их казни. Затем он подделал указ от имени вдовствующей императрицы Жэнь, в соответствии с которым Ли Ци лишался престола и объявлялся правителем уезда Сюнду (邛都縣公). Впав в депрессию от такого унижения, Ли Ци вскоре покончил жизнь самоубийством.

## Девизы правления
- Юйхэн (玉恆 Yùhéng) 334—338